# Machlolophus
Machlolophus là một chi chim trong họ Paridae.

## Các loài
| Hình ảnh | Tên khoa học             | Tên thông dụng | Phân bổ                                                                                  |
| -------- | ------------------------ | -------------- | ---------------------------------------------------------------------------------------- |
|          | Machlolophus nuchalis    |                | Nam Ấn Độ                                                                                |
|          | Machlolophus holsti      |                | Trung bộ Đài Loan                                                                        |
|          | Machlolophus xanthogenys |                | Himalayas                                                                                |
|          | Machlolophus aplonotus   |                |                                                                                          |
|          | Machlolophus spilonotus  |                | Bangladesh, Bhutan, Trung Quốc, Hong Kong, Ấn Độ, Lào, Burma, Nepal, Thái Lan, Việt Nam. |